# 上越號誌站
上越號誌站（日语：／ Kamikoshi shingōjō */?）位於北海道上川郡上川町，是北海道旅客鐵道（JR北海道）石北本線上的號誌站。前身為車站，之後才降級為號誌站。

## 車站構造
配有2線供列車進行會車，每條線路上兩側皆設有號誌機，故可異向會車或是同向待避。在奧白瀧側有一條側線，與主幹線的分歧處有防雪廊（スノーシェルター）保護。曾設立類似站牌的標誌，但由於鏽蝕嚴重，在整備時拆除，目前僅留外圍支架。上越號誌站位於深山內，留邊志部川旁，出入必須仰賴吊橋。當初設立上越站時，附近居民早已撤離，幾無利用率，故1975年（昭和50年）12月25日降級為號誌站，不再辦理客貨運。事實上，降級後的上越號誌站其功用較類似於臨時站，雖不允許旅客上下車，但考慮當地公路交通不便，往來上川 - 白瀧間的普通列車會在此臨時停靠供保線人員使用。另外，上越號誌站也是北海道境內最高的車站（標高634公尺，歷史上最高點為士幌線上的十勝三股站）。有辦理旅客業務最高的車站為石勝線上的苫鵡站（標高538公尺）。

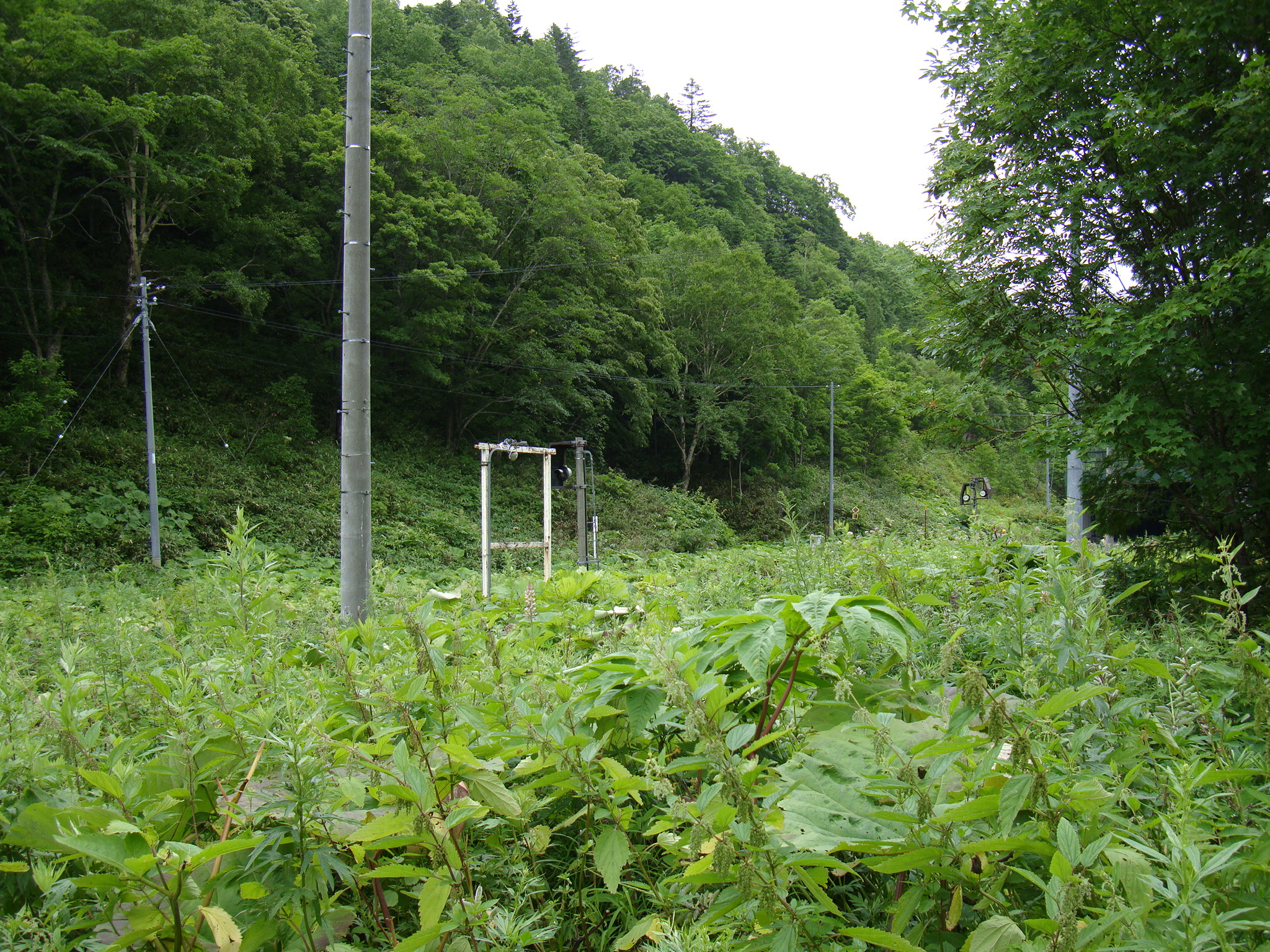
僅留下外框的站牌

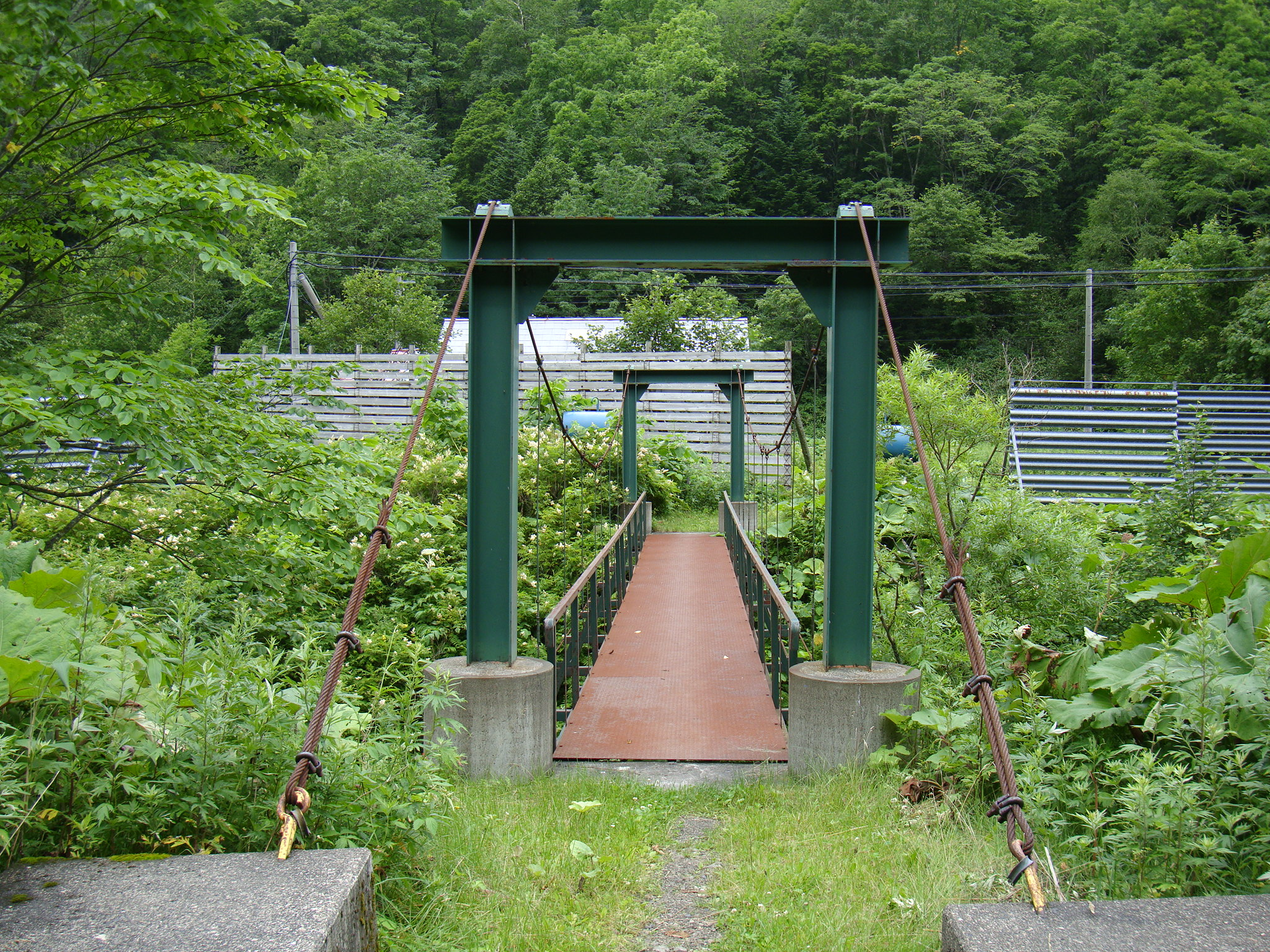
出入的吊橋

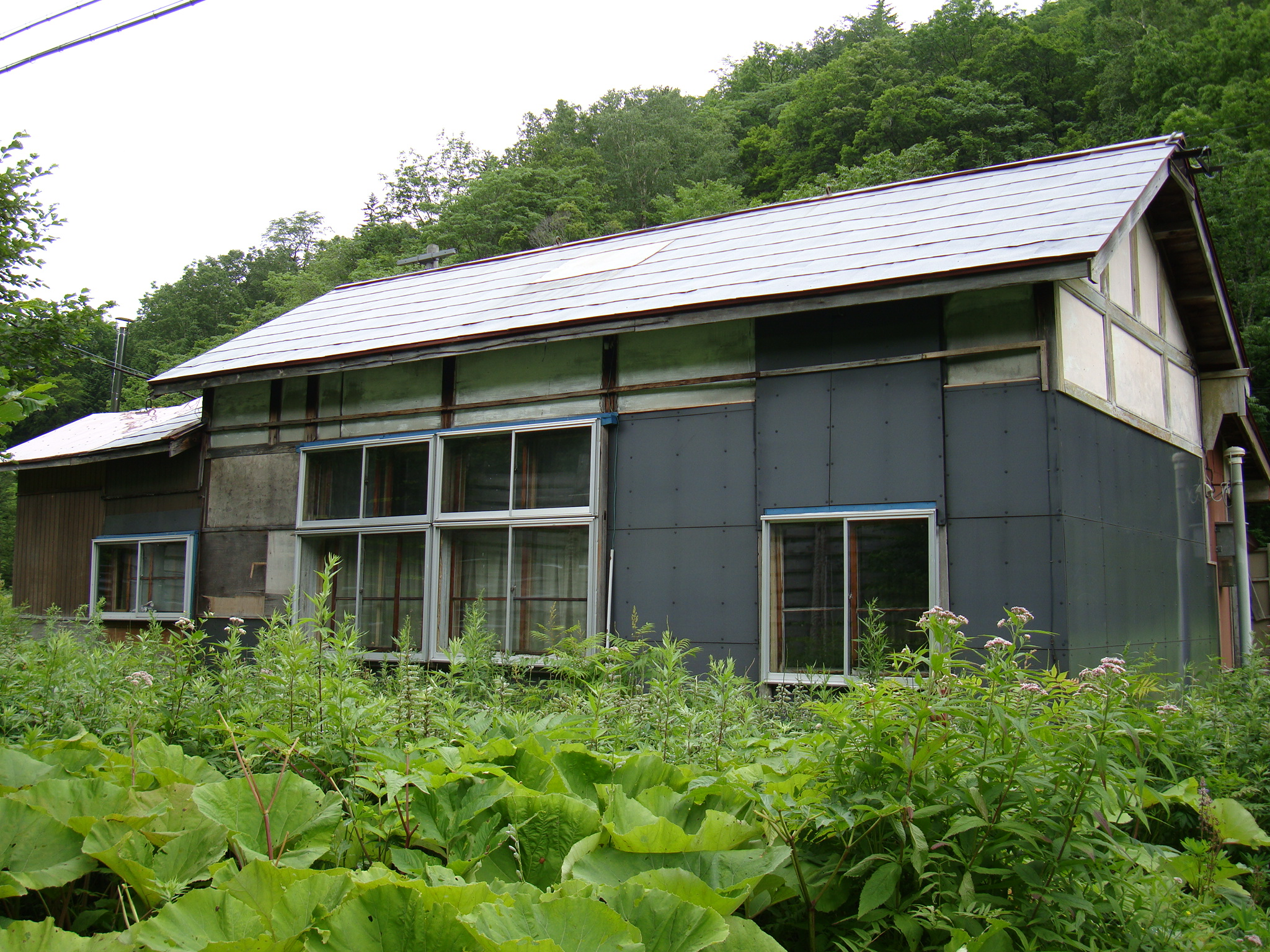
站房

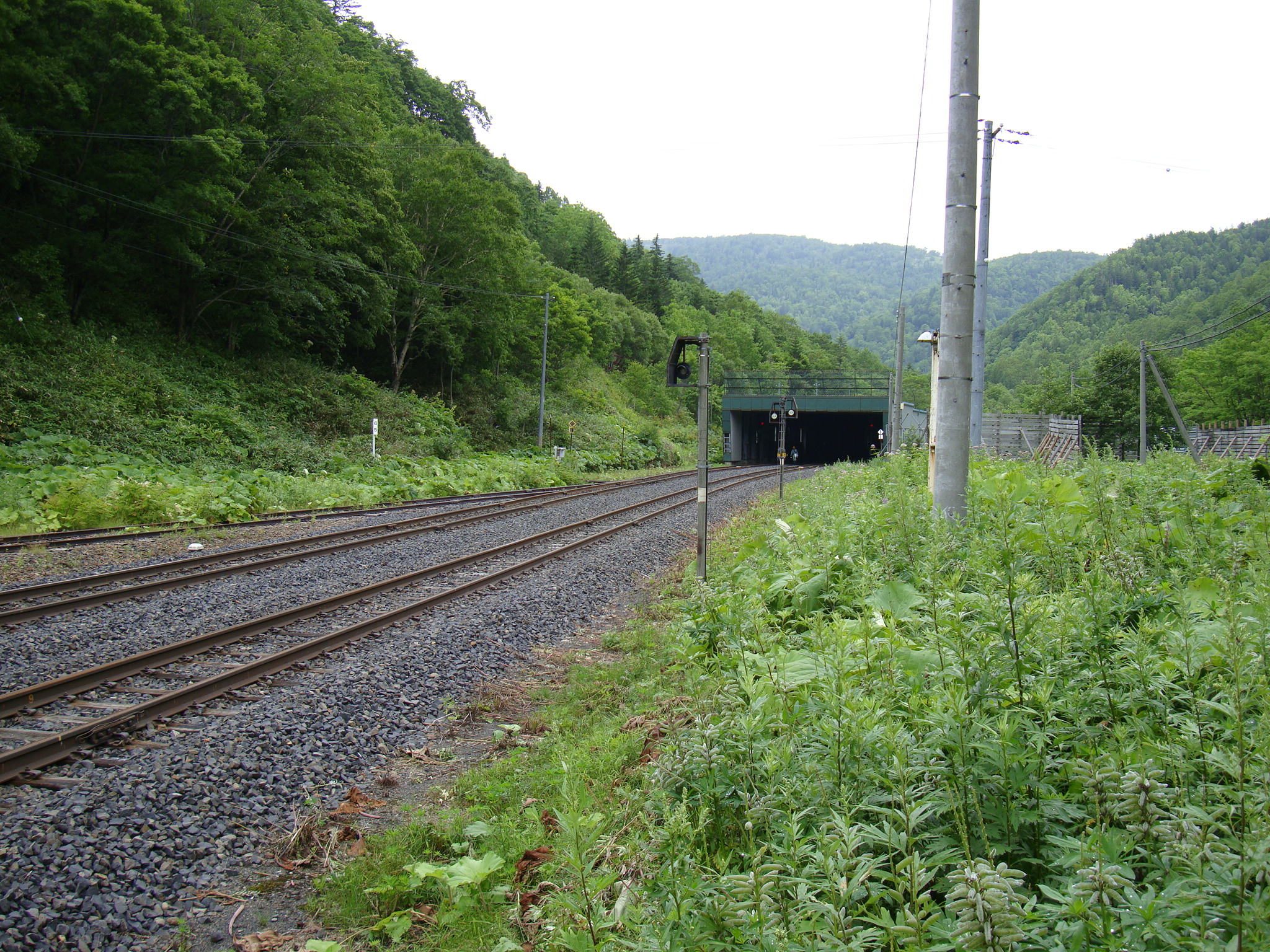
奥白瀧方向

## 車站周邊
位於山口上川側。附近僅有道路、溪流與森林。
- 國道333號
- 北見山口
- 旭川紋別自動車道 - 浮島交流道

## 历史
- 1932年（昭和7年）10月1日 - 設立當初為一般站。
- 1960年（昭和35年）9月15日 - 廢止貨物業務。
- 1975年（昭和50年）12月25日 - 廢止車站業務，降級為號誌站。
- 1987年（昭和62年）4月1日 - 國鐵分割民營化後成為北海道旅客鐵道（JR北海道）轄下的號誌站。

## 相鄰車站
北海道旅客鐵道（JR北海道）
■石北本線
上川（A43）－（中越信號場）－（上越信號場）－（奧白瀧信號場）－白瀧（A45）

## 外部連結
- （日語）全驛參觀之旅（页面存档备份，存于）